# Episodi de I Griffin (diciottesima stagione)
La diciottesima stagione della serie animata I Griffin, composta da 20 episodi, è stata trasmessa negli Stati Uniti, da Fox, dal 29 settembre 2019 al 17 maggio 2020.
In Italia i primi due episodi sono andati in onda il 10 e il 17 novembre 2020 su Italia 1. L'episodio 3 è stato caricato momentaneamente su Mediaset Infinity il 25 novembre 2020, e poi trasmesso il 6 settembre 2021 insieme al resto degli episodi. L'episodio 7 è stato trasmesso il 12 febbraio 2022 nello speciale di San Valentino sempre su Italia 1, mentre gli episodi 9 (a tema natalizio, inizialmente programmato per il 22 dicembre 2020), 14 e 19 (censurato per le tematiche religiose) sono stati pubblicati su Disney+ prima in lingua originale il 23 febbraio 2022, e successivamente col doppiaggio italiano il 21 aprile 2022. L'episodio 9 è stato trasmesso su Italia 1 il 29 novembre 2022 in seconda serata. È l'ultima stagione a cui ha partecipato Vittorio Stagni, doppiatore di Herbert e Seamus, prima del suo ritiro dalla professione.
| nº | Codice di produzione | Titolo originale                      | Titolo italiano                | Prima TV USA      | Prima TV Italia                                                  |
| -- | -------------------- | ------------------------------------- | ------------------------------ | ----------------- | ---------------------------------------------------------------- |
| 1  | HACX18               | Yacht Rocky                           | Yacht Rocky                    | 29 settembre 2019 | 11 novembre 2020                                                 |
| 2  | HACX19               | Bri-Da                                | Padri e figli                  | 6 ottobre 2019    | 18 novembre 2020                                                 |
| 3  | HACX20               | Absolutely Babulous                   | Assolutamente babsolosa        | 13 ottobre 2019   | 25 novembre 2020 (Mediaset Infinity) 6 settembre 2021 (Italia 1) |
| 4  | JACX02               | Disney's The Reboot                   | Disney Reboot                  | 20 ottobre 2019   | 6 settembre 2021                                                 |
| 5  | JACX03               | Cat Fight                             | La lotta per i gatti           | 3 novembre 2019   | 7 settembre 2021                                                 |
| 6  | JACX05               | Peter & Lois' Wedding                 | Il matrimonio di Peter e Lois  | 10 novembre 2019  | 7 settembre 2021                                                 |
| 7  | JACX10               | Heart Burn                            | Bruciori di stomaco            | 17 novembre 2019  | 13 febbraio 2022                                                 |
| 8  | JACX04               | Shanksgiving                          | Il Giorno dell'Imprigionamento | 24 novembre 2019  | 8 settembre 2021                                                 |
| 9  | JACX06               | Christmas is Coming                   | Natale sta arrivando           | 15 dicembre 2019  | 21 aprile 2022 (Disney+) 30 novembre 2022 (Italia 1)             |
| 10 | JACX08               | Connie's Celica                       | La celica di Connie            | 5 gennaio 2020    | 8 settembre 2021                                                 |
| 11 | JACX11               | Short Cuts                            | Darci un taglio                | 16 febbraio 2020  | 9 settembre 2021                                                 |
| 12 | JACX13               | Undergrounded                         | Sotterrato                     | 23 febbraio 2020  | 9 settembre 2021                                                 |
| 13 | JACX12               | Rich Old Stewie                       | Vecchio ricco Stewie           | 1º marzo 2020     | 10 settembre 2021                                                |
| 14 | JACX15               | The Movement                          | Il movimento                   | 8 marzo 2020      | 21 aprile 2022 (Disney+)                                         |
| 15 | JACX14               | Baby Stewie                           | Stewie si trasforma            | 15 marzo 2020     | 10 settembre 2021                                                |
| 16 | JACX16               | Start Me Up                           | Accendimi                      | 19 aprile 2020    | 13 settembre 2021                                                |
| 17 | JACX07               | Coma Guy                              | Tizio in coma                  | 26 aprile 2020    | 13 settembre 2021                                                |
| 18 | JACX17               | Better Off Meg                        | Il meglio di Meg               | 3 maggio 2020     | 14 settembre 2021                                                |
| 19 | JACX01               | Holly Bibble                          | Sacra Bibba                    | 10 maggio 2020    | 21 aprile 2022 (Disney+)                                         |
| 20 | JACX18               | Movin' In (Principal Shepherd's Song) | Il preside ospite dei Griffin  | 17 maggio 2020    | 14 settembre 2021                                                |

## Yacht Rocky
- Titolo originale: Yacht Rocky
- Diretto da: John Holmquist
- Scritto da: Travis Bowe

### Trama
Peter è talmente stressato per la paura di essere licenziato dalla birreria che un medico gli prescrive di rilassarsi in una crociera yacht rock.
L’episodio è una parodia del film Poseidon
- Ascolti USA: telespettatori 1.880.000 – rating/share 18-49 anni.[3]

## Padri e figli
- Titolo originale: Bri-Da
- Diretto da: Steve Robertson
- Scritto da: Tom Devanney

### Trama
Peter, Joe, Quagmire e Cleveland provano a registrarsi per non dimenticare le fantastiche idee che gli vengono in mente dopo aver bevuto, mentre il padre transessuale di Quagmire, Ida, torna a frequentare Brian.
- Ascolti USA: telespettatori 2.310.000 – rating/share 18-49 anni.[4]

## Assolutamente babsolosa
- Titolo originale: Absolutely Babulous
- Diretto da: Mike Kim
- Scritto da: Mark Hentemann e Ted Jessup

### Trama
Stewie scopre che le medaglie e i premi che ha vinto non sono prestigiosi quanto credeva e decide di bruciarli, ma la casa va a fuoco e la famiglia dovrà vivere per il momento a casa dei genitori di Lois.
- Ascolti USA: telespettatori 1.820.000 – rating/share 18-49 anni.[5]

## Disney Reboot
- Titolo originale: Disney's The Reboot
- Diretto da: Greg Colton
- Scritto da: Kirker Butler

### Trama
In uno speciale metaepisodio, Fox TV crea un gruppo di discussione per valutare alcune possibili riedizioni della longeva serie "I Griffin" (tra i vari spin-off: Lois, il teen drama The Q e la serie con i personaggi poco noti Ancora I Griffin).
- Ascolti USA: telespettatori 2.640.000 – rating/share 18-49 anni.[6]

## La lotta per i gatti
- Titolo originale: Cat Fight
- Diretto da: Jerry Langford
- Scritto da: Steve Callaghan

### Trama
Brian entra in conflitto con Quagmire dopo che quest'ultimo ha aperto un cat café di successo vicino al suo bar preferito. Nel frattempo Lois, Chris e Meg si iscrivono a un campeggio cristiano.
- Ascolti USA: telespettatori 1.610.000 – rating/share 18-49 anni.[7]

## Il matrimonio di Peter e Lois
- Titolo originale: Peter & Lois' Wedding
- Diretto da: Joe Vaux
- Scritto da: Mark Hentemann

### Trama
Quando il Wi-Fi sparisce, Peter e Lois raccontano ai loro figli come si sono conosciuti e innamorati negli anni '90.
L’episodio è una parodia della serie televisiva Friends
- Ascolti USA: telespettatori 2.190.000 – rating/share 18-49 anni.[8]

## Bruciori di stomaco
- Titolo originale: Heart Burn
- Diretto da: Steve Robertson
- Scritto da: Matt Pabian e Matt McElaney

### Trama
I Griffin raccontano la loro versione di tre iconiche storie d'amore, tra cui quella di Elena di Troia, "Romeo e Giulietta" e "Attrazione fatale".

## Il Giorno dell'Imprigionamento
- Titolo originale: Shanksgiving
- Diretto da: Brian Iles
- Scritto da: Alex Carter

### Trama
Peter cerca di farsi arrestare insieme a Joe, Cleveland e Quagmire, per passare il Giorno del Ringraziamento in carcere, nel tentativo disperato di evitare di festeggiarlo con la famiglia di Lois.

## Natale sta arrivando
- Titolo originale: Christmas Is Coming
- Diretto da: John Holmquist
- Scritto da: Travis Bowe

### Trama
Meg porta Stewie al centro commerciale per incontrare Babbo Natale, ma le cose prendono una piega imprevista per entrambi i giovani Griffin.

## La celica di Connie
- Titolo originale: Connie's Celica
- Diretto da: Joseph Lee
- Scritto da: Kevin Biggins

### Trama
Lois ottiene un lavoro come insegnante di musica alla scuola di Chris e Meg, dove però entra in conflitto con Connie D'Amico che sembra avercela con lei.

## Darci un taglio
- Titolo originale: Short Cuts
- Diretto da: Julius Wu
- Scritto da: Kirker Butler

### Trama
Brian sventa una rapina senza volerlo, diventa l'eroe del momento e ritrova un vecchio amico. Peter è scontento della nuova acconciatura di Lois.

## Sotterrato
- Titolo originale: Undergrounded
- Diretto da: Greg Colton
- Scritto da: Mike Desilets

### Trama
Su consiglio degli amici, Peter si procura una carta di credito segreta, sperando di tenere Lois all'oscuro delle sue imprese.

## Vecchio ricco Stewie
- Titolo originale: Rich Old Stewie
- Diretto da: Brian Iles
- Scritto da: Chris Sheridan

### Trama
In un futuro lontano, il ricco Stewie scopre che Peter sta morendo e torna a casa per riappacificarsi con la famiglia.

## Il movimento
- Titolo originale: The Movement
- Diretto da: Joe Vaux
- Scritto da: Maggie Mull

### Trama
Peter diventa un allenatore di baseball della lega minore e dà involontariamente vita a un movimento quando si inginocchia durante l'inno nazionale per colpa dei crampi.

## Stewie si trasforma
- Titolo originale: Baby Stewie
- Diretto da: Jerry Langford
- Scritto da: Artie Johann

### Trama
Stewie scopre che i suoi fratelli erano geni fino alla pubertà e decide di modificare il proprio DNA nella speranza di evitare il loro destino.

## Accendimi
- Titolo originale: Start Me Up
- Diretto da: John Holmquist
- Scritto da: Daniel Peck

### Trama
L'aria condizionata dell'automobile si rompe durante un'ondata di calore e Peter non riesce a smettere di sudare. Brian, Stewie e Chris tramano su Kickstarter.

## Tizio in coma
- Titolo originale: Coma Guy
- Diretto da: Steve Robertson
- Scritto da: Patrick Meighan

### Trama
Durante un festa in serata a casa Griffin, dopo che Lois inizia a domandare a tutti chi ha letto dei libri interessanti, Peter dice la sua e rivela che non ha mai letto nessun libro. Dopo aver rovinato la festa, Lois costringe Peter a leggere qualche libro così che possa interessarsi alla lettura. Il giorno seguente Peter va in libreria e, al posto di leggere, inizia a sentire l’album " 1984 " dei Van Halen e comincia ad avere una passione viscerale per il disco. Col passare dei giorni, però, Peter crea caos dappertutto e Lois lo obbliga a non usare più  l’album. Un giorno, mentre è per strada, Peter incontra Ernie il Pollo Gigante, ossia suo rivale, e lo sfida ad una gara di velocità: Peter usa l’album durante la gara ma si distrae dalla guida e si schianta contro un albero. Portato urgentemente in ospedale, Peter si ritrova in coma: Lì incontra Josè, un contadino messicano e a un certo punto spunta una nave con a bordo tutti i personaggi ormai morti o rimossi dalla serie. Prima di salire sulla nave, Peter domanda a Josè se per caso c’è il Wi-Fi ma, dopo aver ricevuto la risposta negativa, Peter si sciocca e si risveglia dal coma. Tornato a casa, Lois decide di lasciare Peter per la sua disubbidienza e si porta con sé i figli. Dopo aver capito i suoi errori, Peter corre subito all’aeroporto per fermarli e alla fine si riappacificherà con la famiglia.

## Meglio senza Meg
- Titolo originale: Better Off Meg
- Diretto da: Anthony Agrusa
- Scritto da: Emily Towers

### Trama
Infastidita dal fatto che a nessuno della sua famiglia sembra importare quando è dichiarata morta per errore, Meg decide di iniziare una nuova vita.

## Sacra Bibba
- Titolo originale: Holly Bibble
- Diretto da: Julius Wu
- Scritto da: Cherry Chevapravatdumrong

### Trama
Peter delizia la famiglia con alcune storie famose della Bibbia, tra cui quelle di Adamo ed Eva, dell'Arca di Noè e dell'Ultima Cena.

## Il preside ospite dei Griffin
- Titolo originale: Movin' In (Principal Shepherd's Song)
- Diretto da: Joseph Lee
- Scritto da: Danny Smith

### Trama
Il preside Shepherd viene licenziato dopo aver preso in giro Chris riguardo al suo peso. Brian scopre di essere il soggetto di un libro per bambini poco lusinghiero.